# 黑雙線䲁
黑雙線䲁（學名：Enneapterygius atrogulare），為輻鰭魚綱䲁形目三鰭䲁科雙線䲁屬的一個種，分布於西太平洋澳洲昆士蘭至新南威爾斯海域，深度0至5公尺，本魚體型小呈圓柱狀，雄魚呈紅橙色，頭罩為黑色，背部有白色鞍狀條紋，背鰭為黑色；雌魚體呈斑駁的棕色至綠棕色淺馬鞍色，上顎後眼睛下方有一條白色條紋，一直延伸到臉頰。雌雄兩性尾柄上均有一條深色縱帶，由背部至腹面，尾鰭顏色均勻淺色，背鰭3個，第一背鰭高度低於第二背鰭，背鰭硬棘13-17枚、背鰭軟條8-11枚、臀鰭硬棘1枚、臀鰭軟條15-20枚，體長可達5.3公分，棲息在潮間帶藻類生長的礁石區、泥灘，雌魚產附著性卵在藻類築的巢，雄魚會守護卵，幼魚為浮游性，生活習性不明。